# Radolfzeller Aach
Radolfzeller Aach  er en flod i  den tyske delstat Baden-Württemberg, og en af Rhinens bifloder via Bodensøen med en længde på 32 km. Den har sit udspring fra Aachtopf ved Aach, som er den største karstkilde i Tyskland. Floden løber gennem Radolfzell og Singen, og munder ud i Bodensøen mellem Radolfzell og Moos. 